# Itaú Masters Tour
Itaú Masters Tour, ou apenas Masters Tour como foi conhecido até 2011, é um torneio sênior de tênis, que conta com a participação de grandes nomes do tênis brasileiro.
É o único circuito de sêniors da América Latina, reunindo os maiores nomes do tênis brasileiro de todos os tempos, tanto masculinos quanto femininos.
Além de resgatar a história do tênis do Brasil, o torneio promove a cada etapa uma competição entre profissionais e amadores, aproximando os tenistas do público e incentivando a profissionalização do esporte. Há ainda clínicas de tênis e uma disputa entre amadores do próprio clube. A cada etapa os tenistas somam pontos no ranking do circuito e ganham premiação em dinheiro.

## Formato
O Itaú Masters Tour é jogado em duplas, e ao final do ano é escolhido o melhor tenista do ano do torneio, que recebe a Taça Luiz Roberto Jábali.
Os atletas convidados a participar devem ter idade superior a 33 anos, além de ter sido campeões brasileiros, ou representantes do país na Copa Davis, Fed Cup, Olimpíadas ou Jogos Pan-Americanos.

## Edições
O torneio existe desde 2003, porém, o torneio feminino teve sua primeira edição apenas em 2011, a partir da entrada do Banco Itaú como patrocinador.
| Edição | Ano  | Melhor tenista do ano (masculino) | Melhor tenista do ano (feminino) | Ref.   |
| ------ | ---- | --------------------------------- | -------------------------------- | ------ |
| I      | 2003 | Fábio Silberberg                  | Não houve                        | [ 6 ]  |
| II     | 2004 | Fábio Silberberg                  | Não houve                        | [ 6 ]  |
| III    | 2005 | Júlio Góes                        | Não houve                        | [ 6 ]  |
| IV     | 2006 | Danilo Marcelino                  | Não houve                        | [ 6 ]  |
| V      | 2007 | Nelson Aerts                      | Não houve                        | [ 6 ]  |
| VI     | 2008 | João Soares                       | Não houve                        | [ 6 ]  |
| VII    | 2009 | Marcelo Saliola                   | Não houve                        | [ 6 ]  |
| VIII   | 2010 | Marcelo Saliola                   | Não houve                        | [ 6 ]  |
| IX     | 2011 | Marcio Carlsson                   | Dadá Vieira                      | [ 6 ]  |
| X      | 2012 | Givaldo Barbosa                   | Ana Paula Zannoni                | [ 7 ]  |
| XI     | 2013 | Ricardo Mello                     | Luciana Tella                    | [ 8 ]  |
| XII    | 2014 | Flavio Saretta                    | Luciana Tella                    | [ 9 ]  |
| XIII   | 2015 | Thiago Alves                      | Letícia Sobral                   | [ 10 ] |
| XIV    | 2016 | Ricardo Mello                     | Dadá Vieira                      | [ 11 ] |
| XV     | 2017 |                                   |                                  |        |

## 2013
1ª etapa – Curitiba/ PR – de 8 a 10 de março

2ª etapa – Ribeirão Preto/ SP – de 5 a 7 de abril

3ª etapa – Rio de Janeiro/ RJ – de 17 a 19 de maio

4ª etapa – Brasília/ DF – de 16 a 18 de agosto

5ª etapa – São Paulo/ SP – de 6 a 8 de setembro

Master – Angra dos Reis/ RJ – de 13 a 17 de novembro